# 巴格达地毯
《巴格达地毯》（英語：The Carpet from Bagdad）是1915年的美国无声冒险片，由科林·坎贝尔（Colin Campbell）执导，根据哈罗德·麦克格拉斯1911年的同名小说改编。影片讲述犯罪团伙成员贺拉斯·沃兹沃斯偷走了巴格达清真寺中的礼拜毯，然后将之转卖给古董商乔治·琼斯，为之后团伙抢劫纽约银行的计划提供资金。但地毯的守护者追踪而至，沃兹沃斯、琼斯和另一位同谋的无辜女儿福晋·查德索尔因此身陷险境。
为宣传电影，部分媒体获邀参观外景地，麦克格拉斯原著小说出版商还赞助试映活动，只有获得邀请的人才能前往。《巴格达地毯》于1915年5月3日上映并获得普遍好评，许多评论中都称赞了片中沙漠镜头的着色和真实的中东影像，但也有评论认为片中风景过于出彩，导致人物刻画黯然失色。1982年，人们从卢西塔尼亚号的残骸中打捞出本片胶卷，但已经受损严重，如今，这部电影可能面臨失传。

## 剧情
贺拉斯·沃兹沃斯（Horace Wadsworth，盖伊·奥利弗饰）是纽约银行家阿瑟·沃兹沃斯（Arthur Wadsworth）的兄弟，他对自己没有财产继承权感到不满，于是加入国际犯罪团伙，意图打劫阿瑟的银行。贺拉斯打算从住在银行附近的古董商乔治·琼斯（George Jones，惠勒·奥克曼饰）家里挖掘隧道，琼斯这时正前往开罗购买古董地毯。贺拉斯尾随琼斯来到开罗，得知巴格达有一块神圣的地毯，然后加入立誓保卫这张地毯的护卫队，成为穆罕默德（Mohamedand）的手下。与此同时，贺拉斯的同伙卡拉汉少校（Major Callahan）和查德索尔夫人（Mrs. Chedsoye）也来到开罗，还带来查德索尔夫人的女儿福晋（Fortune Chedsoye），后者对母亲牵涉违法活动一无所知。
几个罪犯在开罗与琼斯会面，后者迷上了福晋。贺拉斯把放在穆罕默德清真寺中的神圣地毯偷了出来，然后转卖给琼斯，打算用得来的钱实施抢劫计划。福晋对母亲和周围发生的事情生疑，她偷出放在琼斯家里的礼拜毯并将之藏起。穆罕默德没有找到失窃的地毯，于是绑架贺拉斯、琼斯和福晋。与此同时，查德索尔夫人和卡拉汉少校返回纽约，另一同伙华莱士（Wallace）已利用伪造文件进入琼斯的家。
穆罕默德打算用刑拷问贺拉斯等人，但三人成功脱身并逃到大马士革。贺拉斯立即返回纽约与同谋会合，福晋和琼斯已成情侣，也双双回到纽约。琼斯刚到就得知有人利用伪造文书进入自己的家，于是回到家中与犯罪团伙对峙。贺拉斯等人不但拿到了那块神圣地毯，而且已经挖通进入恶瑟·沃兹沃斯银行金库的隧道。琼斯之前曾与贺拉斯有过相处，所以不忍心向警察告发对方，他同意让几名劫匪先行离开，自己会在两小时后再报警，但之前他已买下的礼拜毯则要留下来。与此同时，穆罕默德因遗失地毯而引咎辞职。

## 演员
- 凯瑟琳·威廉姆斯（Kathlyn Williams）饰福晋·查德索尔
- 惠勒·奥克曼（Wheeler Oakman）饰乔治·琼斯
- 盖伊·奥利弗（Guy Oliver）饰贺拉斯·沃兹沃斯
- 欧仁妮·贝塞雷尔（Eugenie Besserer）饰查德索尔夫人
- 弗兰克·克拉克（Frank Clark）饰卡拉汉少校
- 查尔斯·克拉里（Charles Clary）饰穆罕默德
- 哈里·朗斯代尔（Harry Lonsdale）饰阿瑟·沃兹沃斯
- 弗雷德·亨特利（Fred Huntley）饰华莱士[1][3]

## 制作和宣传
《巴格达地毯》改编自哈罗德·麦克格拉斯（Harold MacGrath）1911年的同名小说。麦克格拉斯是见多识广的作家，有十余部成功的小说作品。当时以亚洲为背景的故事比较流行，制作本片的公司之前还制作了另一个系列的麦克格拉斯小说改编电影《凯思琳历险记》（The Adventures of Kathlyn）。与《巴格达地毯》一样，这个非常成功的系列也有近东的故事背景。
导演科林·坎贝尔（Colin Campbell）非常看重电影的真实感，他要求剧组搭建多条街道的外景，分别代表开罗、巴格达和大马士革，还动用了塞利格动物园的多种动物。以阿拉伯地区和撒哈拉沙漠为背景的镜头实际上是在加利福尼亚州的沙漠中拍摄。
片中的阿拉伯人物所穿的是真正的阿拉伯服装，电影在沙漠拍摄期间，扮演这些角色的演员需要一直穿着这些进口服装，以求他们在镜头前的表现能够更加自然。电影包括沙漠场景在内的大部分镜头胶片都是手工着色。影片制作耗资超过3万5000美元，相当于如今的至少1,100,000美元。
威廉·塞利格（William Selig）积极地为自己的制片公司及旗下电影作宣传。1915年3月，媒体获许参观尚未建成的塞利格动物园，记者能够在现场看到《巴格达地毯》的集市外景。制片公司、维塔格拉夫制片厂（Vitagraph Studios）、鲁宾制造公司（Lubin Manufacturing Company）和芝加哥埃森内工作室（Essanay Studios）共同组合集团公司，本片正是新集团公司发行的第一部电影。麦克格拉斯原著小说出版商鲍勃斯梅里尔公司（Bobbs-Merrill Company）在旗下美术画廊试映本片，只有获得邀请的人士才能入场。这也成为电影长片经赞助商资助，在剧院以外的地方试映的早期范例。

## 反响和影响

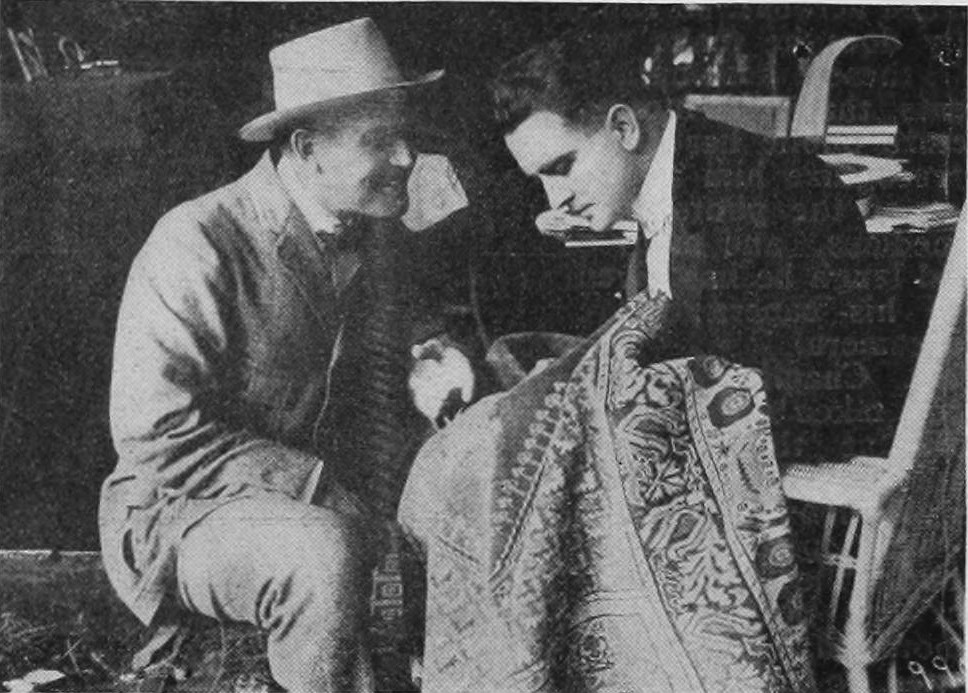
电影剧照，画面上可以看到盖伊·奥利弗和正低头查看巴格达神圣地毯的惠勒·奥克曼。

《巴格达地毯》于1915年5月3日发行，获得评论界的普遍好评。《综艺》刊文称，影片的内容比片名所能够隐含的信息更为丰富有趣，无论“导演和表演都无懈可击”。《电影新闻报》（Motion Picture News）的彼得·米尔恩（Peter Milne）称赞坎贝尔对细节和真实性的着重把握。詹姆斯·麦奎德（James McQuade）在《电影世界》（The Moving Picture World）上赞扬本片的演员表演和特技效果，但他认为小说中有一处发生在开罗的细节，可以让读者更容易理解穆罕默德的行为动机，但电影中没有包含这一细节，在他看来，《巴格达地毯》即便是与坎贝尔1914年推出的《破坏者》（The Spoilers）相比也只“略逊半筹”。《影像杂志》（Motography）的克拉伦斯·凯恩（Clarence Caine）也认为，《巴格达地毯》与《破坏者》相比毫不逊色，他认为本片最出色的方面在于色彩，特别是片尾的沙漠日落镜头。还有多份报纸评论对沙漠镜头的上色赞不绝口，新西兰的《莱文纪事报》（The Levin Chronicle）甚至称赞电影对色彩的使用堪称“摄影师的艺术瑰宝”。不过，基蒂·凯利（Kitty Kelly）发表在《芝加哥論壇報》上的评论看法更为复杂，她认为电影中的风景过于出色，导致观众对人物的刻画关注不够，同时凯瑟琳·威廉姆斯这时已经35岁，再来出演纯真少女实在缺乏说服力。
虽然电影获得许多同时代评论家的好评，但英国电影协会的克莱德·吉文斯（Clyde Jeavons）认为，研究默片时代的现代学者不会将《巴格达地毯》视为杰作。

### 部分再发现
与默片时代的大部分电影一样，《巴格达地毯》在很长时间里都只是一部完全失传的电影。但到了1982年，国际海洋工程公司的潜水打捞探险队从卢西塔尼亚号残骸中打捞出多件文物，其中就有本片的一卷胶片。在英国广播公司技术顾问劳里·沃德（Laurie Ward）的协助下，英国电影协会国家档案馆成功复原数英尺胶片图像，从中可以辨别片名，但还无法达成任何程度的放映。卢西塔尼亚号上有电影院，船上装有多部电影的放映胶卷，这些胶卷都带到伦敦供电影发行商预览，《巴格达地毯》的胶卷很可能也在其中，所以本片至今仍属佚失电影。